# Хёйангер
Хёйангер (норв. Høyanger) — коммуна в губернии Согн-ог-Фьюране в Норвегии. Административный центр коммуны — город Хёйангер. Официальный язык коммуны — нюнорск. Население коммуны на 2007 год составляло 4374 чел. Площадь коммуны Хёйангер — 908,33 км², код-идентификатор — 1416.

## История населения коммуны
Население коммуны за последние 60 лет.

Статистика коммуны Хёйангер